# Ross Vintcent
Ross Michael Alwyn Vintcent (Johannesburg, 5 giugno 2002) è un rugbista a 15 italiano di origine sudafricana, terza linea ala dell'Exeter.

## Biografia
Nato a Johannesburg, in Sudafrica, vanta ascendenze italiane per parte di madre, i cui genitori emigrarono dalla Sicilia; giunto all'Accademia Federale di Brescia nel 2020, Vintcent fece parte, con i gradi di capitano, della nazionale U-20 impegnata alle Six Nations Summer Series nel 2022, quando già aveva esordito in United Rugby Championship con le Zebre.
Del 2022 è il trasferimento nel Regno Unito, a seguito dell'iscrizione ai corsi di economia all'Università di Exeter, con conseguente ingaggio anche da parte del locale club di Premiership; benché professionista nel rugby, ha continuato a consegnare pizze a domicilio per la catena Domino's.
Il debutto internazionale è avvenuto sotto la gestione del C.T. Gonzalo Quesada nel Sei Nazioni 2024 a Dublino contro l'Irlanda; nella partita successiva contro la Francia, un pareggio 13-13, è giunta anche la partenza da titolare.
La prima meta è giunta a Sapporo nelle serie estive 2024 contro il Giappone.